# ECHELON

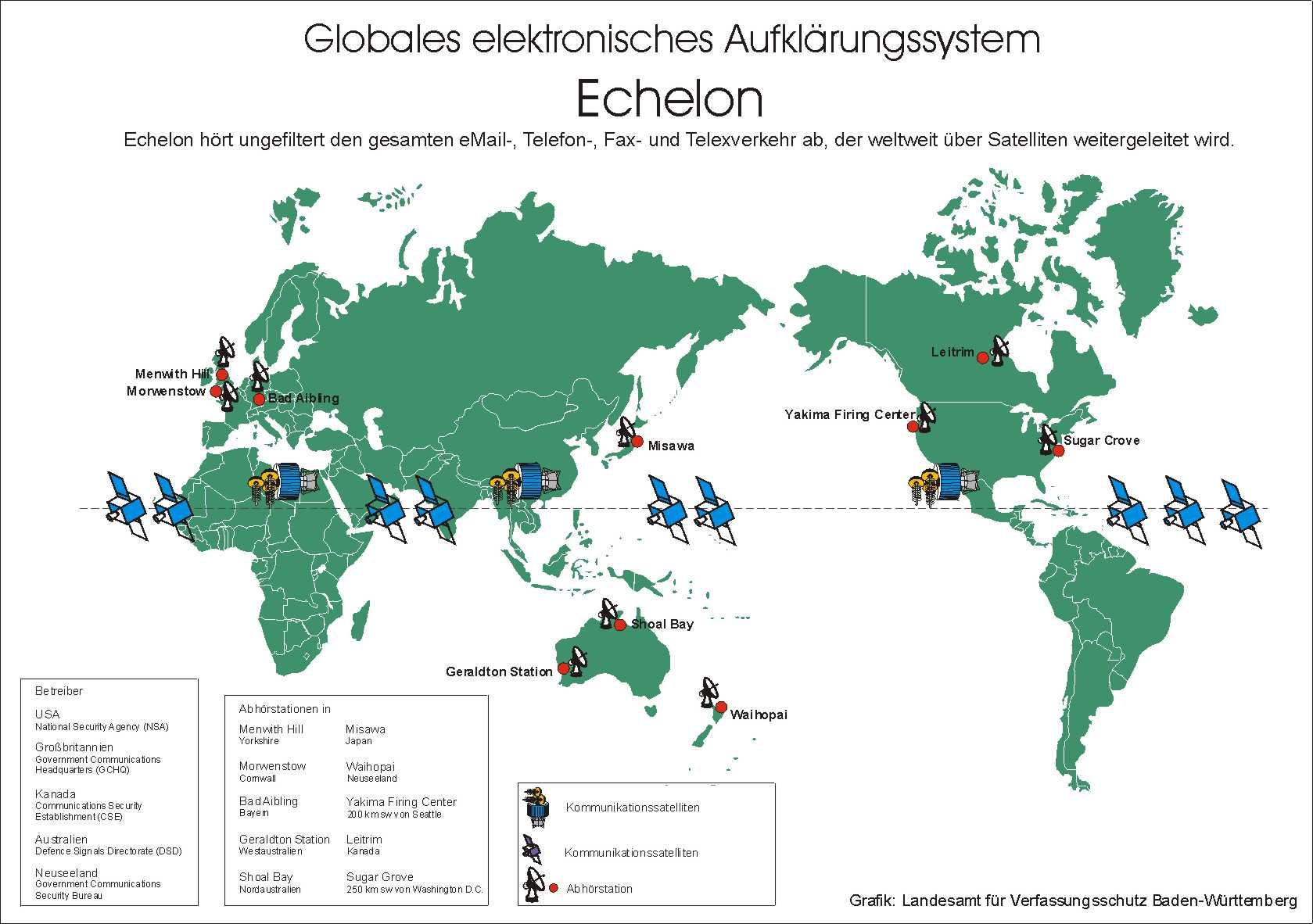
Overzicht van de afluisterstations van het ECHELON-programma

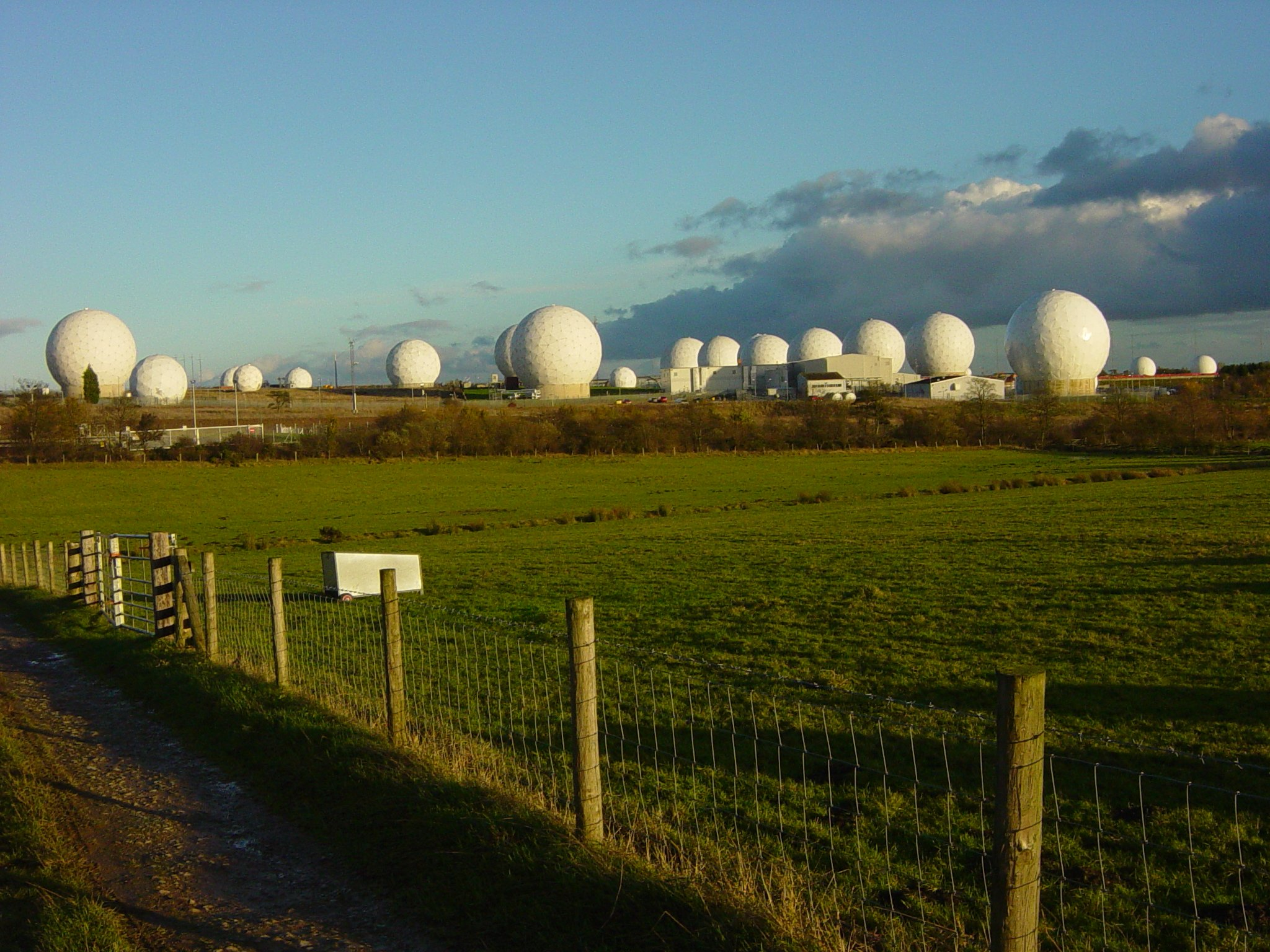
Menwith Hill Station in Engeland, met onder de witte bollen schotelantennes waarmee in het kader van ECHELON satellietverkeer wordt onderschept

ECHELON is de naam waaronder de Verenigde Staten, het Verenigd Koninkrijk, Canada, Australië en Nieuw-Zeeland zich gezamenlijk inspannen om wereldwijd satellietcommunicatie af te luisteren. De verkregen informatie wordt Signals Intelligence (SIGINT) genoemd. De gezamenlijke inspanning is gebaseerd op de in 1948 gesloten United Kingdom-USA Communications Intelligence Agreement, beter bekend als het UKUSA-akkoord.

## Onthullingen

### Europees onderzoek
Op 5 juli 2000 besloot het Europees Parlement tot het opzetten van een tijdelijke commissie om onderzoek naar ECHELON te doen. De reden hiervoor was een rapport getiteld Interception capabilities 2000, waarin melding werd gemaakt van het gebruik van de door het ECHELON-netwerk vergaarde inlichtingen voor commerciële doeleinden van de bij het UKUSA aangesloten landen.
Zo zou in 1994 het Franse bedrijf Thomson-CSF een contract in Brazilië ter waarde van 1,3 miljard dollar zijn misgelopen ten gunste van het Amerikaanse Raytheon als gevolg van onderschepte commerciële informatie die aan Raytheon zou zijn doorgespeeld.
In datzelfde jaar zou Airbus een contract van 6 miljard dollar in Saoedi-Arabië zijn misgelopen ten gunste van de Amerikaanse bedrijven Boeing en McDonnell Douglas, doordat via ECHELON alle onderhandelingen tussen Airbus en Saoedi-Arabië waren afgeluisterd en de informatie werd doorgespeeld aan de beide Amerikaanse bedrijven.

### Bevestiging
In 2015 werd het bestaan van ECHELON bevestigd door twee interne nieuwsbrieven van de NSA, die op 3 augustus van dat jaar, in het kader van de Snowden-onthullingen, werden gepubliceerd door de website The Intercept. Uit deze documenten blijkt dat ECHELON onderdeel was van een overkoepelend programma met de codenaam FROSTING, dat in 1966 door de NSA was opgezet om spraak en dataverkeer van communicatiesatellieten te onderscheppen en analyseren. FROSTING bestond uit twee subprogramma's:
- TRANSIENT: spraak/data interceptie van satellieten van de toenmalige Sovjet-Unie
- ECHELON: spraak/data interceptie van Intelsat satellieten

Het eerste grondstation voor ECHELON werd in 1971 gebouwd op een militair oefenterrein nabij Yakima in de staat Washington. Dit station, met de codenaam JACKKNIFE, werd operationeel in mei 1973 en was via een beveiligde telexverbinding verbonden met het hoofdkwartier van de NSA.

## Werking

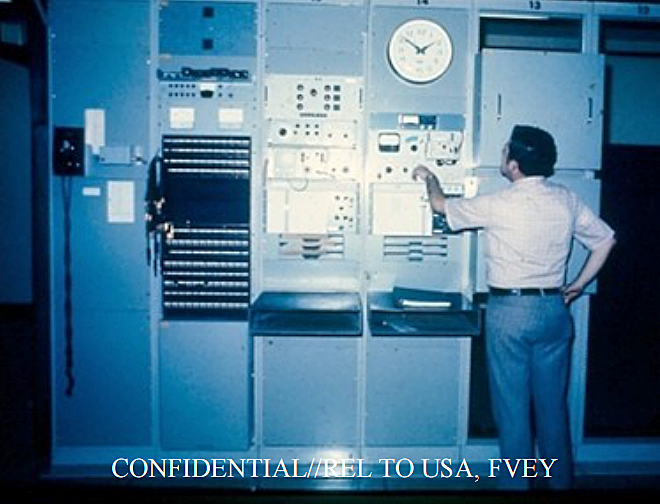
Apparatuur in het Yakima-station van ECHELON, vermoedelijk begin jaren 70

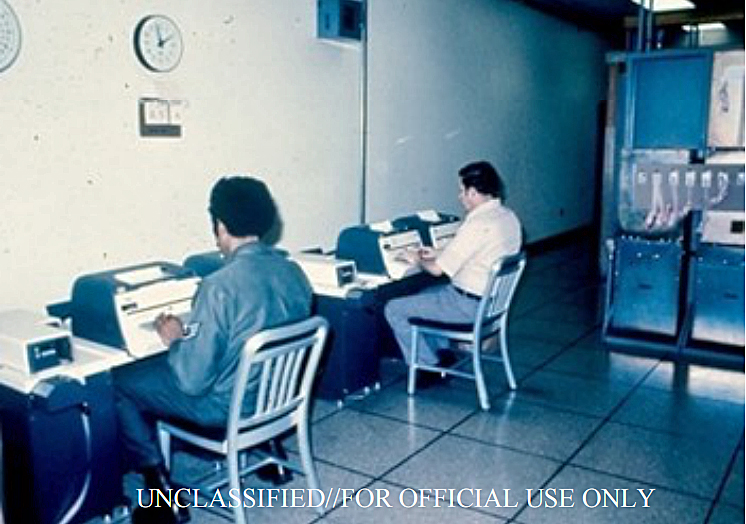
Telextypisten in het Yakima-station van ECHELON, vermoedelijk begin jaren 70

Het systeem ontleent zijn naam aan een bepaald type computer dat in de jaren 1970 werd gebruikt om in de gigantische hoeveelheid verzamelde data de spreekwoordelijke speld in de hooiberg te vinden.
Op zogenaamde volglijsten staan de targets (doelen) die afgeluisterd moeten worden. Alle bekende informatie van deze targets, worden op trefwoorden, namen, telefoonnummers en internetadressen onderzocht en geanalyseerd. De verzameling trefwoorden worden Dictionaries genoemd. Hoewel de vijf aangesloten organisaties (zie hieronder) de targets onderling verdeeld hebben, worden zij geacht in het bezit te zijn van de complete Dictionaries.
Eind jaren 1990 werd het originele ECHELON-systeem geüpdatet naar ECHELON II.

## Organisaties
De met afluisteren belaste geheime diensten van de vijf landen aangesloten bij het UKUSA-akkoord zijn:
- Verenigde Staten van Amerika - National Security Agency (NSA)
- Verenigd Koninkrijk - Government Communications Headquarters (GCHQ)
- Canada - Communications Security Establishment (CSE)
- Australië - Defense Signals Directorate (DSD)
- Nieuw-Zeeland - Government Communications Security Bureau (GCSB)

## Grondstations

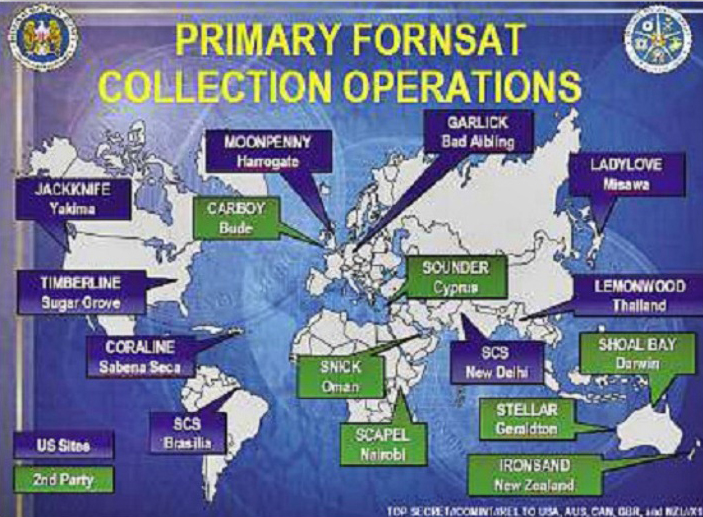
Kaart uit een NSA-presentatie uit 2002 met daarop de grondstations voor het onderscheppen van buitenlandse satellieten, oftewel FORNSAT

De genoemde afluisterdiensten beschikken over een wereldwijd netwerk van satellietstations waarvandaan de downlinks van communicatiesatellieten wordt opgevangen. Het gaat om de volgende stations met de in 2002 geldende codenamen.
- JACKKNIFE (Yakima, Washington, VS opgeheven[2])
- TIMBERLINE (Sugar Grove, West Virginia, VS)
- CORALINE (Sabana Seca, Puerto Rico, VS opgeheven[3])
- LADYLOVE (Misawa Air Base, Japan)
- MOONPENNY (Menwith Hill nabij Harrogate, Yorkshire, Engeland)
- GARLICK (Bad Aibling, Duitsland opgeheven[4])
- LEMONWOOD (Thailand opgeheven)
- STELLAR (Geraldton, West-Australië, Australië)
- CARBOY (Bude nabij Morwenstow, Cornwall, Engeland)
- SHOAL BAY (Darwin, Noordelijk Territorium, Australië)
- IRONSAND (Waihopai, Nieuw-Zeeland)
- SOUNDER (Ayios Nikolaos, Cyprus)
- SNICK (nabij Seeb, Oman)
- SCAPEL (Nairobi, Kenia)